# 토큰 버킷
토큰 버킷(token bucket)은 패킷 교환 및 네트워크 통신에 사용되는 알고리즘이다. 패킷 형태의 데이터 전송이 대역폭과 버스트성에 의해 정의된 한계(트래픽 흐름의 불균등성 또는 변동성 측정)를 준수하는지 확인하는 데 사용할 수 있다. 또한 대역폭 및 버스트에 대하여 설정된 제한에 적합한 전송 타이밍을 결정하는 스케줄링 알고리즘으로도 사용할 수 있다.

## 같이 보기
- 트래픽 셰이핑
- 세마포어